# Asten (Ausztria)
Asten osztrák mezőváros Felső-Ausztria Linzvidéki járásában. 2020 januárjában 6718 lakosa volt. 

## Elhelyezkedése

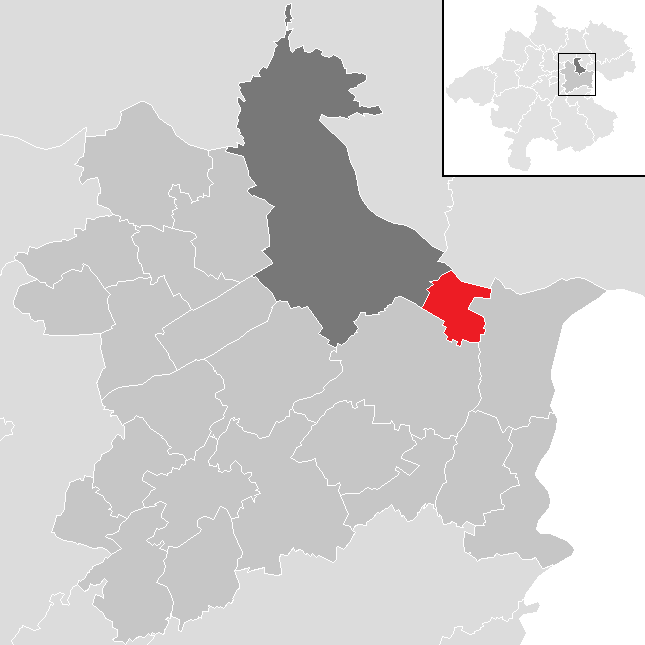
Asten a Linzvidéki járásban

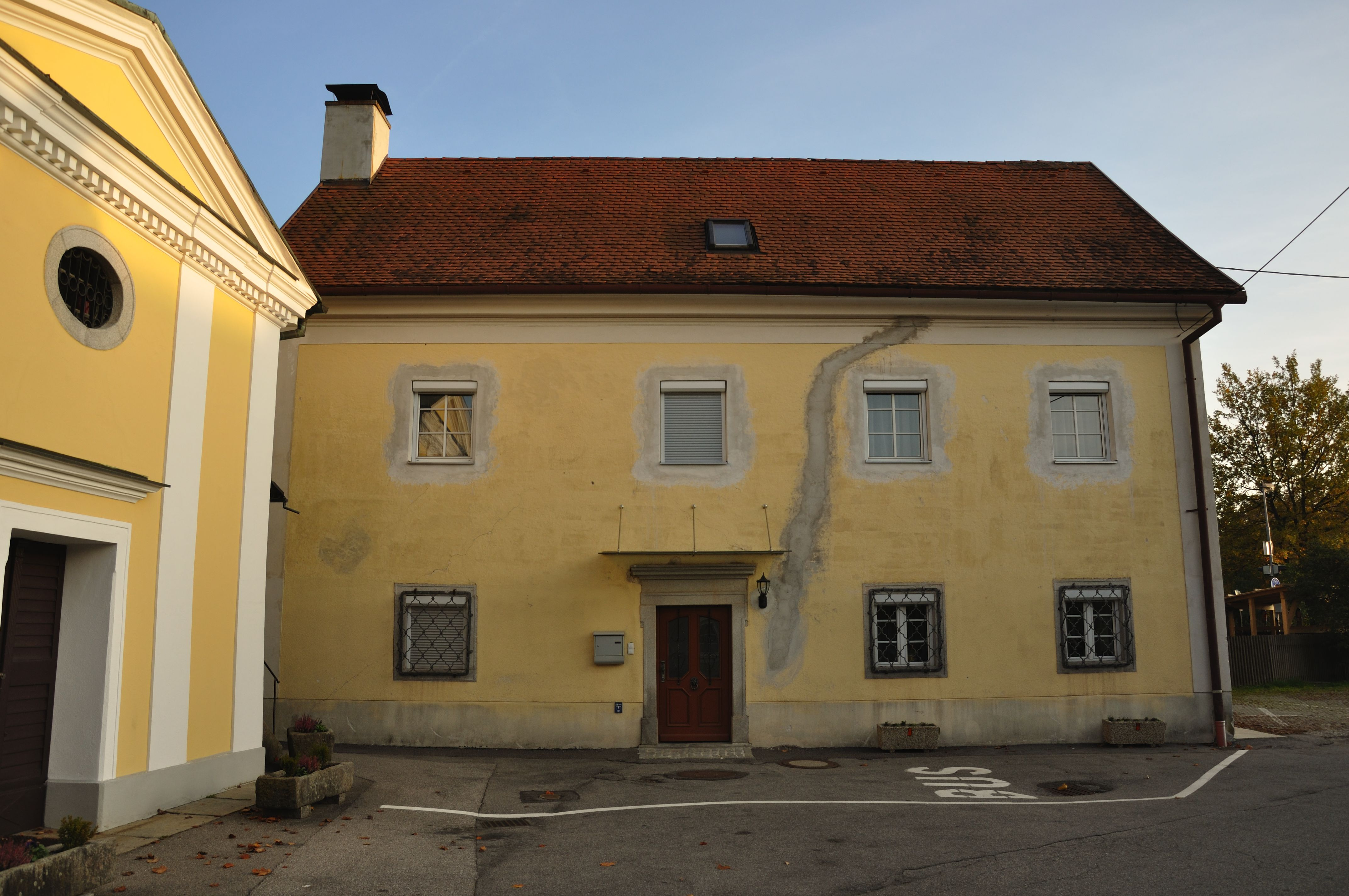
A volt katolikus plébánia

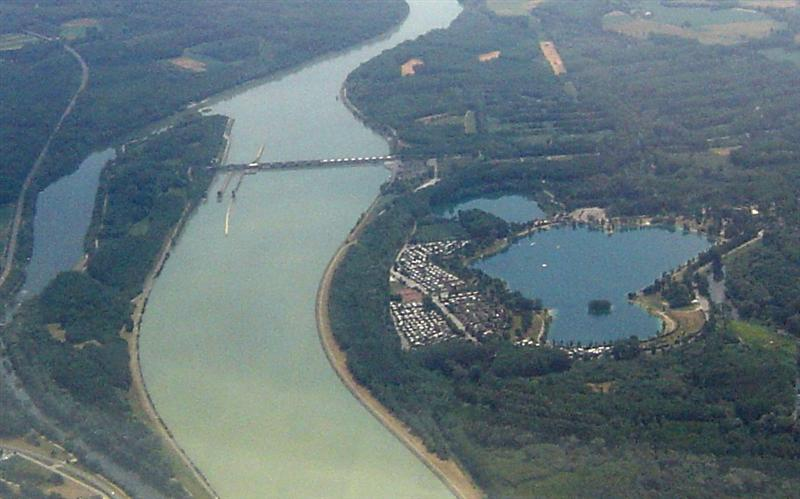
Az abwinden-asteni vízierőmű a Dunán

Asten a tartomány Traunviertel régiójában fekszik a Linzi-síkon, a Duna jobb partján. Területének 14,1%-a erdő, 54,1% áll mezőgazdasági művelés alatt. Az önkormányzat 4 településrészt, illetve falut egyesít: Asten (3278 lakos 2020 januárjában), Fisching (2038), Ipfdorf (439) és Raffelstetten (963).  
A környező önkormányzatok: északnyugatra Linz, délnyugatra Sankt Florian, délkeletre Enns, északkeletre Luftenberg an der Donau.  

## Története
Asten területe a vaskorban is lakott volt; 1992-ben egy ásatás során a prekelta La Tène-korszakból származó házakat és sírokat tártak fel. 
A mai önkormányzathoz tartozó Raffelstettent már 906-ban említik, míg Asten (mint Astina) először 1073-ban szerepel az írott forrásokban (a ma Passauhoz tartozó St. Nikola apátságának egyik oklevelében). A térség ekkor a Bajor Hercegség keleti határvidékéhez tartozott és a 12. században került Ausztriához. Templomáról 1449-ben tesznek először említést, amikor a passaui segédpüspök felszentelte. A templomot 1724-ben barokk stílusban teljesen átépítették. Asten 1563-tól a Sankt Florian-i apátsági egyházközséghez tartozott, 1784-ben vált önállóvá.   
A napóleoni háborúk során Astent több alkalommal megszállták. 
Az osztrák köztársaság 1918-as megalakuláskor Felső-Ausztria tartományhoz sorolták. Miután a Német Birodalom 1938-ban annektálta Ausztriát. Asten az Oberdonaui gauhoz került; a második világháború után ismét Felső-Ausztria része lett. A háború után az amerikai megszállási zónához tartozott. A megszálló hatóságok menekülttábort állítottak fel területén. 1862 és 1954 között a Duna 18 alkalommal árasztotta el a folyómenti települést, míg nem szabályozták az abwinden-asteni vízierőmű megépítésével.  

## Lakosság
Az asteni önkormányzat területén 2020 januárjában 6718 fő élt. A lakosságszám a szomszédos Linzből kiköltözők miatt dinamikusan növekszik, 1971 óta több mint háromszorosára duzzadt. 2017-ben a helybeliek 85,4%-a volt osztrák állampolgár; a külföldiek közül 1,8% a régi (2004 előtti), 5,8% az új EU-tagállamokból érkezett. 5,3% a volt Jugoszlávia (Szlovénia és Horvátország nélkül) vagy Törökország, 1,7% egyéb országok polgára volt. 2001-ben a lakosok 72,3%-a római katolikusnak, 4,4% evangélikusnak, 2,1% ortodoxnak, 4,2% mohamedánnak, 14,8% pedig felekezeten kívülinek vallotta magát. Ugyanekkor 44 magyar élt a mezővárosban; a legnagyobb nemzetiségi csoportokat a németek (90,5%) mellett a horvátok (1,8%) és a törökök (1,5%) alkották. 
A népesség változása:

| 2016 | 6 371 |
| 2018 | 6 613 |

## Látnivalók
- a Szt. Jakab-plébániatemplom
- a Paneum kenyérmúzeum

## Fordítás
- Ez a szócikk részben vagy egészben  az   Asten című német Wikipédia-szócikk ezen változatának fordításán alapul.  Az eredeti cikk szerkesztőit annak laptörténete sorolja fel. Ez a jelzés csupán a megfogalmazás eredetét és a szerzői jogokat jelzi, nem szolgál a cikkben szereplő információk forrásmegjelöléseként.